# Viorel Mateianu
Viorel Mateianu (n. iunie 1938, Lipănești, Prahova – d. 25 noiembrie 1997, București) a fost un fotbalist român.
A jucat pentru Flacăra Boldești, Progresul CPCS, Progresul București, Universitatea Cluj, Steaua București, TUS Wannsee Berlin, Alemannia Aachen.
A jucat și la echipa națională de 6 ori, unde a înscris două goluri.
A antrenat echipele de fotbal Progresul București, Dacia Unirea Brăila, FC Baia Mare, Petrolul Ploiești, Jiul Petroșani, FC Bihor, Danubiana București, FC Drobeta-Turnu Severin.

## Articole biografice
- Legendele Fotbalului: Fenomenul Mateianu, fotbalistul care a îndrăznit să sfideze regimul Ceaușescu, 3 aprilie 2011, Adevărul